# Turriers
Turriers – miejscowość i gmina we Francji, w regionie Prowansja-Alpy-Lazurowe Wybrzeże, w departamencie Alpy Górnej Prowansji.

## Demografia
Według danych na rok 1990 gminę zamieszkiwało 276 osób, a gęstość zaludnienia wynosiła 14 osób/km². W styczniu 2015 r. Turriers zamieszkiwało 377 osób, przy gęstości zaludnienia wynoszącej 19,1 osób/km².